# Бочкарьова Ольга Володимирівна
О́льга Володи́мирівна Бочкарьо́ва (нар. 1957, Каунас — 30 липня 2020, Архангельськ
) — російська історик, фотограф, за освітою архітектор; співробітниця (1988—1998, 2001—2017) Соловецького державного історико-архітектурного та природного музея-заповідника, начальник відділу історії XX сторіччя, зокрема історії СЛОН (Соловецького табору особливого призначення, рос. СЛОН), член російського Меморіалу.

## Праці
- Соловецкие лагеря особого назначения ОГПУ: Фотолетопись [Архівовано 19 квітня 2021 у Wayback Machine.]. Науч. ред.: Ю. Б. Демиденко, Авт.-сост.: Т. А. Сухарникова, Авт. текстов: О. В. Бочкарева, Т. А. Сухарникова. Гос. музей истории Санкт-Петербурга, Музей им. С. М. Кирова, Соловецкий гос. ист.-архитектур. и природ. музей-заповедник — СПб., 2004—104 с.: ил. — ISBN 5-902671-01-9 (в пер.). — 1000 экз. 
 В основе издания — фотоальбом, подаренный Управлением соловецких лагерей особого назначения С. М. Кирову.
- Бочкарева О. В. Железнодорожный транспорт на Соловках. 1920—1932. — С. 4–25 // Соловецкий сборник. Вып. 4. Соловецкий гос. ист-архитектур. и природ. музей-заповедник — Архангельск, 2007. — 202 с., 8 л. ил. — 500 экз.
- О. В. Бочкарева, С. Г. Рубцов. Новые экспозиции Соловецкого государственного музея-заповедника (2004—2007 гг.) — С. 166—179; // Соловецкий сборник. Вып. 5 / Соловецкий гос. ист.-архитектур. и природ. музей-заповедник. — Архангельск, 2008. — 203 с.: ил.
- Бочкарёва О. В. Соловецкие расстрелы 1937—1938 годов: документы, хронология, жертвы // История страны в судьбах узников Соловецких лагерей: сборник статей и докладов научно-практической конференции. Выпуск 3, 2017. Ответственный редактор-составитель: А. П. Яковлева.
- Гостеприимные Соловки. Сост.: О. Г. Волков, О. В. Бочкарева. СГИАПМЗ. Архангельск: «Правда Севера», 2005. — 56 с.: цв. ил.
- Бочкарева О. В. «Советский концлагерь на Соловках». СГИАПМЗ; ПБОЮЛ Канашев В. А. Архангельск: Студия «Виктор», 2005.